# Montegaldella
Montegaldella ist eine nordostitalienische Gemeinde (comune) mit 1804 Einwohnern (Stand 31. Dezember 2023) in der Provinz Vicenza in Venetien. Die Gemeinde liegt etwa 15 Kilometer südöstlich von Vicenza am Bacchiglione und grenzt an die Provinz Padua. Montegaldella liegt im Weinbaugebiet der Colli Berici.

## Verkehr
Seit September 2012 führt die Süderweiterung der Autostrada A31 von Vicenza kommend durch die Gemeinde. Beim Ortsteil Ghizzole gibt es einen kleinen Flugplatz (Aviosuperficie Montegaldella) für die Allgemeine Luftfahrt.

## Söhne und Töchter
- Adelio Tomasin (1930–2024), römisch-katholischer Ordensgeistlicher, Bischof von Quixadá in Brasilien